# E o Resto é História
O E o Resto é História é um programa de rádio e podcast português, sobre História, apresentado pelo historiador Prof. Rui Ramos e João Miguel Tavares. O programa não se limita a analisar episódios da História de Portugal, como a Vilafrancada ou a fundação de Portugal, como, também, eventos da História Mundial, como a independência dos Estados Unidos ou Napoleão. É emitido às quartas-feiras, às 19h10, na Rádio Observador.